# Clasificación al Campeonato Europeo Sub-17 de la UEFA 2014
El Campeonato Europeo Sub-17 de la UEFA de 2014 fue la decimotercera edición del campeonato. La fase final se realizó en Malta. La primera fase consistió de dos etapas: la primera fue una Ronda de clasificación comenzó el 21 de septiembre de 2013, y la segunda correspondió a la Ronda Élite.

## Ronda de Clasificación
En esta ronda participan 52 equipos pertenecientes a la zona UEFA divididos en 13 grupos de 4 equipos cada uno. Un país de cada grupo actúa como anfitrión, jugándose allí un mini torneo.
El sorteo se realizó el 5 de diciembre de 2012 en Nyon, Suiza.
Todos los horarios son CEST (UTC+2) hasta el 26 de octubre de 2013 y CET (UTC+1) a partir del 27 de octubre de 2013.

### Grupo 1
Sede:  Albania.
| Equipo      | Pts | PJ | PG | PE | PP | GF | GC | Dif |
| ----------- | --- | -- | -- | -- | -- | -- | -- | --- |
| Rumania     | 9   | 3  | 3  | 0  | 0  | 4  | 0  | 4   |
| Albania (H) | 4   | 3  | 1  | 1  | 1  | 2  | 2  | 0   |
| Bielorrusia | 3   | 3  | 1  | 0  | 2  | 2  | 4  | -2  |
| Finlandia   | 1   | 3  | 0  | 1  | 2  | 0  | 2  | -2  |

| 18 de octubre de 2013 | Bielorrusia    | 1:0 (0:0) | Finlandia | Gjorgji Kyçyku Stadium, Pogradec, Albania |                                |
| 14:30                 | - Vasilyew 67' | Reporte   |           | Árbitro(s): Georgi Vadachkoria            | Árbitro(s): Georgi Vadachkoria |

| 18 de octubre de 2013 | Rumania    | 1:0 (0:0) | Albania | Estadio Skënderbeu, Korçë, Albania |                            |
| 18:00                 | - Ivan 48' | Reporte   |         | Árbitro(s): Sergiu Derenov         | Árbitro(s): Sergiu Derenov |

| 20 de octubre de 2013 | Finlandia | 0:1 (0:0) | Rumania    | Gjorgji Kyçyku Stadium, Pogradec, Albania |                                |
| 14:30                 |           | Reporte   | - 76' Ivan | Árbitro(s): Georgi Vadachkoria            | Árbitro(s): Georgi Vadachkoria |

| 20 de octubre de 2013 | Bielorrusia  | 1:2 (1:1) | Albania                    | Estadio Skënderbeu, Korçë, Albania |                          |
| 18:00                 | - Kozlov 37' | Reporte   | - 22' Toli - 80+5' Bakalli | Árbitro(s): Chris Reisch           | Árbitro(s): Chris Reisch |

| 23 de octubre de 2013 | Rumania                    | 2:0 (1:0) | Bielorrusia | Gjorgji Kyçyku Stadium, Pogradec, Albania |                            |
| 14:30                 | - Stoica 13' - Manea 80+2' | Reporte   |             | Árbitro(s): Sergiu Derenov                | Árbitro(s): Sergiu Derenov |

| 23 de octubre de 2013 | Albania | 0:0     | Finlandia | Estadio Skënderbeu, Korçë, Albania |                          |
| 14:30                 |         | Reporte |           | Árbitro(s): Chris Reisch           | Árbitro(s): Chris Reisch |

### Grupo 2
Sede:  Lituania.
| Equipo       | Pts | PJ | PG | PE | PP | GF | GC | Dif |
| ------------ | --- | -- | -- | -- | -- | -- | -- | --- |
| Italia       | 7   | 3  | 2  | 1  | 0  | 5  | 1  | 4   |
| Suecia       | 4   | 3  | 1  | 1  | 1  | 3  | 3  | 0   |
| Ucrania      | 2   | 3  | 0  | 2  | 1  | 2  | 3  | -1  |
| Lituania (H) | 2   | 3  | 0  | 1  | 2  | 1  | 4  | -3  |

| 19 de octubre de 2013 | Italia           | 2:1 (1:1) | Ucrania         | Estadio Sūduva, Marijampolė, Lituania |                           |
| 12:00                 | - Panico 3', 61' | Reporte   | - 39' Taranukha | Árbitro(s): Radu Petrescu             | Árbitro(s): Radu Petrescu |

| 19 de octubre de 2013 | Suecia                                 | 3:0 (2:0) | Lituania | Estadio Alytus, Alytus, Lituania |                           |
| 15:00                 | - Tshakasua 35', 73' - Reuterswärd 39' | Reporte   |          | Árbitro(s): Suren Baliyan        | Árbitro(s): Suren Baliyan |

| 21 de octubre de 2013 | Italia | 0:0     | Lituania | Estadio Alytus, Alytus, Lituania |                           |
| 17:00                 |        | Reporte |          | Árbitro(s): Suren Baliyan        | Árbitro(s): Suren Baliyan |

| 22 de octubre de 2013 | Ucrania | 0:0     | Suecia | Estadio S. Darius y S. Girėnas, Kaunas, Lituania |                          |
| 14:00 |         | Reporte |        | Árbitro(s): Nikola Popov                         | Árbitro(s): Nikola Popov |
| El 21 de octubre de 2013, el partido entre Ucrania y Suecia que se jugaría en el Estadio Sūduva en Marijampolė se pospuso para el día siguiente debido a las fuertes lluvias. |         |         |        |                                                  |                          |

| 24 de octubre de 2013 | Suecia | 0:3 (0:2) | Italia                                       | Estadio Sūduva, Marijampolė, Lituania |                           |
| 17:00                 |        | Reporte   | - 27' Panico - 36' Locatelli - 80+1' Caronte | Árbitro(s): Radu Petrescu             | Árbitro(s): Radu Petrescu |

| 24 de octubre de 2013 | Lituania            | 1:1 (1:1) | Ucrania        | Estadio S. Darius y S. Girėnas, Kaunas, Lituania |                          |
| 17:00                 | - Fastov 38' (a.g.) | Reporte   | - 1' Taranukha | Árbitro(s): Nikola Popov                         | Árbitro(s): Nikola Popov |

### Grupo 3
Sede:  Israel.
| Equipo          | Pts | PJ | PG | PE | PP | GF | GC | Dif |
| --------------- | --- | -- | -- | -- | -- | -- | -- | --- |
| Francia         | 7   | 3  | 2  | 1  | 0  | 7  | 2  | 5   |
| República Checa | 6   | 3  | 2  | 0  | 1  | 7  | 5  | 2   |
| Israel (H)      | 4   | 3  | 1  | 1  | 1  | 12 | 6  | 6   |
| Liechtenstein   | 0   | 3  | 0  | 0  | 3  | 0  | 13 | -13 |

| 22 de octubre de 2013 | República Checa                         | 4:2 (2:1) | Israel                           | Estadio Ramat Gan, Ramat Gan, Israel |                              |
| 16:00                 | - Pulkrab 34', 39', 47' - Mihálik 80+4' | Reporte   | - 22' (pen.) Hamzey - 53' Isakov | Árbitro(s): Nikola Dabanović         | Árbitro(s): Nikola Dabanović |

| 22 de octubre de 2013 | Francia                      | 2:0 (1:0) | Liechtenstein | National team complex, Shefayim, Israel |                             |
| 16:00                 | - Jamrozik 17' - Kwateng 62' | Reporte   |               | Árbitro(s): Kevin Azzopardi             | Árbitro(s): Kevin Azzopardi |

| 24 de octubre de 2013 | República Checa                                   | 3:0 (2:0) | Liechtenstein | National team complex, Shefayim, Israel |                           |
| 16:00                 | - Januška 7' - Quaderer 27' (a.g.) - Štěpánek 79' | Reporte   |               | Árbitro(s): Danilo Grujić               | Árbitro(s): Danilo Grujić |

| 24 de octubre de 2013 | Israel                    | 2:2 (2:0) | Francia            | Estadio Ramat Gan, Ramat Gan, Israel |                              |
| 16:00                 | - Yizhak 18' - Zenati 27' | Reporte   | - 43', 58' Dembélé | Árbitro(s): Nikola Dabanović         | Árbitro(s): Nikola Dabanović |

| 27 de octubre de 2013 | Francia                                       | 3:0 (2:0) | República Checa | National team complex, Shefayim, Israel |                           |
| 18:30                 | - Lusamba 29' (pen.) - Saint-Maximin 36', 51' | Reporte   |                 | Árbitro(s): Danilo Grujić               | Árbitro(s): Danilo Grujić |

| 27 de octubre de 2013 | Liechtenstein | 0:8 (0:5) | Israel                                                                  | Estadio Ramat Gan, Ramat Gan, Israel |                             |
| 18:30                 |               | Reporte   | - 4', 28', 29', 33', 62' Yizhak - 15', 78' Yerushalmi - 48' Hershkovich | Árbitro(s): Kevin Azzopardi          | Árbitro(s): Kevin Azzopardi |

### Grupo 4
Sede:  Eslovenia.
| Equipo        | Pts | PJ | PG | PE | PP | GF | GC | Dif |
| ------------- | --- | -- | -- | -- | -- | -- | -- | --- |
| Escocia       | 7   | 3  | 2  | 1  | 0  | 5  | 3  | 2   |
| Gales         | 5   | 3  | 1  | 2  | 0  | 8  | 5  | 0   |
| Eslovenia (H) | 3   | 3  | 1  | 0  | 2  | 5  | 8  | -3  |
| Hungría       | 1   | 3  | 0  | 1  | 2  | 8  | 11 | -3  |

| 23 de septiembre de 2013 | Escocia                        | 3:1 (1:0) | Eslovenia      | Estadio de Bistrica, Slovenska Bistrica, Eslovenia |                         |
| 16:00                    | - Wighton 40' (pen.), 42', 71' | Reporte   | - 53' Šušnjara | Árbitro(s): Enea Jorgji                            | Árbitro(s): Enea Jorgji |

| 23 de septiembre de 2013 | Hungría                                                      | 5:5 (4:1) | Gales                                                                   | Estadio ŠRC Bakovci, Murska Sobota, Eslovenia |                            |
| 16:00                    | - Sallai 19' - Damásdi 26', 31' - Hursán 38' - Pávkovics 52' | Reporte   | - 12' (pen.) Morrell - 50' Harries - 59' James - 62' Wilson - 80' Evans | Árbitro(s): Aliyar Aghayev                    | Árbitro(s): Aliyar Aghayev |

| 25 de septiembre de 2013 | Escocia | 0:0     | Gales | Estadio de Bistrica, Slovenska Bistrica, Eslovenia |                               |
| 16:00                    |         | Reporte |       | Árbitro(s): Alexandre Boucaut                      | Árbitro(s): Alexandre Boucaut |

| 25 de septiembre de 2013 | Eslovenia                                     | 4:2 (2:0) | Hungría                      | Estadio ŠRC Bakovci, Murska Sobota, Eslovenia |                         |
| 16:00                    | - Repas 12' - Tijanić 31', 52' - Šušnjara 72' | Reporte   | - 68' Csonka - 77' Pávkovics | Árbitro(s): Enea Jorgji                       | Árbitro(s): Enea Jorgji |

| 28 de septiembre de 2013 | Hungría      | 1:2 (1:1) | Escocia           | Estadio ŠRC Bakovci, Murska Sobota, Eslovenia |                               |
| 16:00                    | - Sallai 38' | Reporte   | - 37', 66' Kiltie | Árbitro(s): Alexandre Boucaut                 | Árbitro(s): Alexandre Boucaut |

| 28 de septiembre de 2013 | Gales                          | 3:0 (1:0) | Eslovenia | Estadio de Bistrica, Slovenska Bistrica, Eslovenia |                            |
| 16:00                    | - Wilson 37', 66' - Thomas 78' | Reporte   |           | Árbitro(s): Aliyar Aghayev                         | Árbitro(s): Aliyar Aghayev |

### Grupo 5
Sede:  Bosnia y Herzegovina.
| Equipo                   | Pts | PJ | PG | PE | PP | GF | GC | Dif |
| ------------------------ | --- | -- | -- | -- | -- | -- | -- | --- |
| Portugal                 | 9   | 3  | 3  | 0  | 0  | 5  | 1  | 4   |
| Bosnia y Herzegovina (H) | 4   | 3  | 1  | 1  | 1  | 2  | 2  | 0   |
| Croacia                  | 3   | 3  | 1  | 0  | 2  | 1  | 3  | -2  |
| Montenegro               | 1   | 3  | 0  | 1  | 2  | 1  | 3  | -2  |

| 8 de octubre de 2013 | Croacia          | 1:0 (0:0) | Montenegro | Gradski SRC Slavija, Sarajevo Oriental, Bosnia y Herzegovina |                                           |
| 15:00                | - Mrkonjić 80+2' | Reporte   |            | Árbitro(s): Mads-Kristoffer Kristoffersen                    | Árbitro(s): Mads-Kristoffer Kristoffersen |

| 8 de octubre de 2013 | Portugal        | 2:0 (2:0) | Bosnia y Herzegovina | Estadio Asim Ferhatović Hase, Sarajevo, Bosnia y Herzegovina |                                 |
| 15:00                | - Sambú 9', 16' | Reporte   |                      | Árbitro(s): Christos Nicolaides                              | Árbitro(s): Christos Nicolaides |

| 10 de octubre de 2013 | Croacia | 0:2 (0:1) | Bosnia y Herzegovina             | Estadio Asim Ferhatović Hase, Sarajevo, Bosnia y Herzegovina |                             |
| 15:00                 |         | Reporte   | - 12' (a.g.) Plantak - 76' Lelić | Árbitro(s): Alexandr Aliyev                                  | Árbitro(s): Alexandr Aliyev |

| 10 de octubre de 2013 | Montenegro     | 1:2 (0:0) | Portugal                                    | Gradski SRC Slavija, Sarajevo Oriental, Bosnia y Herzegovina |                                           |
| 15:00                 | - Vujnović 56' | Reporte   | - 50' (pen.) Rodrigues - 77' (pen.) Delgado | Árbitro(s): Mads-Kristoffer Kristoffersen                    | Árbitro(s): Mads-Kristoffer Kristoffersen |

| 13 de octubre de 2013 | Portugal      | 1:0 (1:0) | Croacia | Estadio Asim Ferhatović Hase, Sarajevo, Bosnia y Herzegovina |                                 |
| 15:00                 | - Sanches 24' |           |         | Árbitro(s): Christos Nicolaides                              | Árbitro(s): Christos Nicolaides |

| 13 de octubre de 2013 | Bosnia y Herzegovina | 0:0     | Montenegro | Gradski SRC Slavija, Sarajevo Oriental, Bosnia y Herzegovina |                             |
| 15:00                 |                      | Reporte |            | Árbitro(s): Alexandr Aliyev                                  | Árbitro(s): Alexandr Aliyev |

### Grupo 6
Sede:  Serbia.
| Equipo     | Pts | PJ | PG | PE | PP | GF | GC | Dif |
| ---------- | --- | -- | -- | -- | -- | -- | -- | --- |
| Serbia (H) | 7   | 3  | 2  | 1  | 0  | 10 | 1  | 9   |
| Grecia     | 7   | 3  | 2  | 1  | 0  | 4  | 1  | 3   |
| Estonia    | 3   | 3  | 1  | 0  | 2  | 4  | 7  | -3  |
| Andorra    | 0   | 3  | 0  | 0  | 3  | 0  | 9  | -9  |

| 1 de octubre de 2013 | Grecia                                             | 3:1 (0:0) | Estonia    | Stadion FK Obilić, Belgrado, Serbia |                               |
| 15:30                | - Angelopoulos 42' - Dimitriadis 57' - Xiros 80+3' | Reporte   | - 80' Käit | Árbitro(s): Þorvaldur Árnason       | Árbitro(s): Þorvaldur Árnason |

| 1 de octubre de 2013 | Serbia                                                                                | 6:0 (3:0) | Andorra | Stadion FK Srem, Belgrado, Serbia |                          |
| 15:30                | - Karišić 10' - Jović 27', 32' - Šaponjić 51' - Duronjić 70' - Zlatković 80+3' (pen.) | Reporte   |         | Árbitro(s): Mervyn Smyth          | Árbitro(s): Mervyn Smyth |

| 3 de octubre de 2013 | Grecia             | 1:0 (0:0) | Andorra | Stadion FK Obilić, Belgrado, Serbia |                               |
| 15:30                | - Stathopoulos 79' | Reporte   |         | Árbitro(s): Þorvaldur Árnason       | Árbitro(s): Þorvaldur Árnason |

| 3 de octubre de 2013 | Estonia     | 1:4 (1:1) | Serbia                                           | Stadion FK Srem, Belgrado, Serbia |                                   |
| 15:30                | - Kokla 26' | Reporte   | - 29' Šaponjić - 42', 69' Jović - 50' Mijailović | Árbitro(s): Aleksandrs Anufrijevs | Árbitro(s): Aleksandrs Anufrijevs |

| 6 de octubre de 2013 | Serbia | 0:0     | Grecia | King Peter I Stadium, Belgrado, Serbia |                          |
| 15:30                |        | Reporte |        | Árbitro(s): Mervyn Smyth               | Árbitro(s): Mervyn Smyth |

| 6 de octubre de 2013 | Andorra | 0:2 (0:0) | Estonia              | Stadion FK Srem, Belgrado, Serbia |                                   |
| 15:30                |         | Reporte   | - 52', 72' Golovljov | Árbitro(s): Aleksandrs Anufrijevs | Árbitro(s): Aleksandrs Anufrijevs |

### Grupo 7
Sede:  Armenia.
| Equipo      | Pts | PJ | PG | PE | PP | GF | GC | Dif |
| ----------- | --- | -- | -- | -- | -- | -- | -- | --- |
| Inglaterra  | 9   | 3  | 3  | 0  | 0  | 18 | 0  | 18  |
| Irlanda     | 6   | 3  | 2  | 0  | 1  | 6  | 7  | -1  |
| Armenia (H) | 3   | 3  | 1  | 0  | 2  | 2  | 7  | -5  |
| Gibraltar   | 0   | 3  | 0  | 0  | 3  | 2  | 14 | -12 |

| 24 de octubre de 2013 | Inglaterra                                      | 4:0 (2:0) | Armenia | FFA Academy Stadium, Ereván, Armenia |                             |
| 13:00                 | - Roberts 3' - Armstrong 32', 80' - Solanke 75' | Reporte   |         | Árbitro(s): Antonis Giachos          | Árbitro(s): Antonis Giachos |

| 24 de octubre de 2013 | Irlanda                                          | 4:1 (3:1) | Gibraltar  | Estadio Republicano, Ereván, Armenia |                              |
| 15:00                 | - Holland 26' - Elworthy 31', 36' - Kinsella 68' | Reporte   | - 17' Wink | Árbitro(s): Adrien Jaccottet         | Árbitro(s): Adrien Jaccottet |

| 26 de octubre de 2013 | Gibraltar | 0:8 (0:3) | Inglaterra                                                                                | FFA Academy Stadium, Ereván, Armenia |                             |
| 13:00                 |           | Reporte   | - 29', 34' Armstrong - 36' Ojo - 42', 74' Solanke - 48' Brewitt - 52' Brown - 62' Roberts | Árbitro(s): Antonis Giachos          | Árbitro(s): Antonis Giachos |

| 26 de octubre de 2013 | Irlanda                           | 2:0 (1:0) | Armenia | Estadio Republicano, Ereván, Armenia |                             |
| 15:00                 | - Poynton 30' (pen.) - Devers 59' | Reporte   |         | Árbitro(s): Igor Pristovnik          | Árbitro(s): Igor Pristovnik |

| 29 de octubre de 2013 | Inglaterra                                                         | 6:0 (2:0) | Irlanda | Estadio Republicano, Ereván, Armenia |                              |
| 13:00                 | - Brown 19', 52' - Armstrong 37', 44' - Roberts 57' - Ledson 80+1' | Reporte   |         | Árbitro(s): Adrien Jaccottet         | Árbitro(s): Adrien Jaccottet |

| 29 de octubre de 2013 | Armenia                          | 2:1 (0:1) | Gibraltar  | FFA Academy Stadium, Ereván, Armenia |                             |
| 13:00                 | - Ilangyozyan 66' - Panosyan 76' | Reporte   | - 12' Wink | Árbitro(s): Igor Pristovnik          | Árbitro(s): Igor Pristovnik |

### Grupo 8
Sede:  Chipre.
| Equipo     | Pts | PJ | PG | PE | PP | GF | GC | Dif |
| ---------- | --- | -- | -- | -- | -- | -- | -- | --- |
| España     | 9   | 3  | 3  | 0  | 0  | 6  | 0  | 6   |
| Noruega    | 4   | 3  | 1  | 1  | 1  | 5  | 5  | 0   |
| Chipre (H) | 3   | 3  | 1  | 0  | 2  | 4  | 5  | -1  |
| Moldavia   | 1   | 3  | 0  | 1  | 2  | 1  | 6  | -5  |

| 25 de septiembre de 2013 | Noruega                                                      | 4:2 (0:1) | Chipre                          | Kouklia Community Stadium, Kouklia, Chipre |                              |
| 14:30                    | - Svendsen 44' (pen.) - Lorentzen 49', 80+1' - Gjerstrøm 57' | Reporte   | - 15' (pen.), 67' Christodoulou | Árbitro(s): Andris Treimanis               | Árbitro(s): Andris Treimanis |

| 25 de septiembre de 2013 | España                                        | 3:0 (3:0) | Moldavia | Estadio Pafiako, Pafos, Chipre |                               |
| 14:30                    | - Villalibre 11' - Canós 14' - Altamirano 23' | Reporte   |          | Árbitro(s): Sergey Tsinkevich  | Árbitro(s): Sergey Tsinkevich |

| 27 de septiembre de 2013 | Noruega         | 1:1 (1:1) | Moldavia       | Estadio Pafiako, Pafos, Chipre |                           |
| 14:30                    | - Lorentzen 16' | Reporte   | - 20' Cebotari | Árbitro(s): Vladimir Vnuk      | Árbitro(s): Vladimir Vnuk |

| 27 de septiembre de 2013 | Chipre | 0:1 (0:0) | España     | Kouklia Community Stadium, Kouklia, Chipre |                              |
| 14:30                    |        | Reporte   | - 68' Meré | Árbitro(s): Andris Treimanis               | Árbitro(s): Andris Treimanis |

| 30 de septiembre de 2013 | España                       | 2:0 (0:0) | Noruega | Estadio Pafiako, Pafos, Chipre |                           |
| 14:30                    | - Villalibre 53' - Canós 65' | Reporte   |         | Árbitro(s): Vladimir Vnuk      | Árbitro(s): Vladimir Vnuk |

| 30 de septiembre de 2013 | Moldavia | 0:2 (0:2) | Chipre                            | Kouklia Community Stadium, Kouklia, Chipre |                               |
| 14:30                    |          | Reporte   | - 17' Fragkou - 23' Christodoulou | Árbitro(s): Sergey Tsinkevich              | Árbitro(s): Sergey Tsinkevich |

### Grupo 9
Sede:  Irlanda del Norte.
| Equipo                | Pts | PJ | PG | PE | PP | GF | GC | Dif |
| --------------------- | --- | -- | -- | -- | -- | -- | -- | --- |
| Turquía               | 7   | 3  | 2  | 1  | 0  | 5  | 2  | 3   |
| Letonia               | 6   | 3  | 2  | 0  | 1  | 3  | 1  | 2   |
| Irlanda del Norte (H) | 3   | 3  | 1  | 0  | 2  | 3  | 4  | -1  |
| Luxemburgo            | 1   | 3  | 0  | 1  | 2  | 3  | 7  | -4  |

| 14 de noviembre de 2013 | Turquía                | 2:2 (1:2) | Luxemburgo                    | Shamrock Park, Portadown, Irlanda del Norte           |                                                       |
| 15:00                   | - Alici 16' - Ünal 44' | Reporte   | - 9' Sousa - 15' (pen.) Flies | Asistencia: 47 espectadores Árbitro(s): Petur Reinert | Asistencia: 47 espectadores Árbitro(s): Petur Reinert |

| 14 de noviembre de 2013 | Irlanda del Norte | 0:1 (0:1) | Letonia         | Stangmore Park, Dungannon, Irlanda del Norte                 |                                                              |
| 20:00                   |                   | Reporte   | - 27' Juhņevičs | Asistencia: 300 espectadores Árbitro(s): Anatoliy Zhabchenko | Asistencia: 300 espectadores Árbitro(s): Anatoliy Zhabchenko |

| 16 de noviembre de 2013 | Letonia | 0:1 (0:0) | Turquía    | Solitude, Belfast, Irlanda del Norte                        |                                                             |
| 15:00                   |         | Reporte   | - 74' Ünal | Asistencia: 54 espectadores Árbitro(s): Anatoliy Zhabchenko | Asistencia: 54 espectadores Árbitro(s): Anatoliy Zhabchenko |

| 16 de noviembre de 2013 | Irlanda del Norte                         | 3:1 (2:0) | Luxemburgo  | Solitude, Belfast, Irlanda del Norte                   |                                                        |
| 20:00                   | - Salley 1' - Thompson 32' - Mooney 80+4' | Reporte   | - 57' Sousa | Asistencia: 524 espectadores Árbitro(s): Dennis Antamo | Asistencia: 524 espectadores Árbitro(s): Dennis Antamo |

| 19 de noviembre de 2013 | Turquía                | 2:0 (0:0) | Irlanda del Norte | Stangmore Park, Dungannon, Irlanda del Norte           |                                                        |
| 15:00                   | - Ünal 53' - Alici 66' | Reporte   |                   | Asistencia: 105 espectadores Árbitro(s): Dennis Antamo | Asistencia: 105 espectadores Árbitro(s): Dennis Antamo |

| 19 de noviembre de 2013 | Luxemburgo | 0:2 (0:0) | Letonia                     | Shamrock Park, Portadown, Irlanda del Norte           |                                                       |
| 15:00                   |            | Reporte   | - 48' Vavilovs - 57' Gulbis | Asistencia: 30 espectadores Árbitro(s): Petur Reinert | Asistencia: 30 espectadores Árbitro(s): Petur Reinert |

### Grupo 10
Sede:  Rusia.
| Equipo     | Pts | PJ | PG | PE | PP | GF | GC | Dif |
| ---------- | --- | -- | -- | -- | -- | -- | -- | --- |
| Islandia   | 7   | 3  | 2  | 1  | 0  | 9  | 6  | 3   |
| Rusia (H)  | 6   | 3  | 2  | 0  | 1  | 4  | 3  | 1   |
| Eslovaquia | 3   | 3  | 1  | 0  | 2  | 7  | 8  | -1  |
| Azerbaiyán | 1   | 3  | 0  | 1  | 2  | 5  | 8  | -3  |

| 21 de septiembre de 2013 | Islandia                                          | 3:3 (1:1) | Azerbaiyán                                      | Olimpia Stadium, Volgogrado, Rusia |                              |
| 11:00                    | - Einarsson 20' - Sigthórsson 62' - Bjarnason 72' | Reporte   | - 11' Kama - 50' Jafarov - 68' (pen.) Jabrailov | Árbitro(s): Dejan Jakimovski       | Árbitro(s): Dejan Jakimovski |

| 21 de septiembre de 2013 | Rusia                              | 2:1 (1:0) | Eslovaquia   | Olimpia Stadium, Volgogrado, Rusia |                            |
| 15:00                    | - Pronichev 22' - Evtushenko 80+4' | Reporte   | - 76' Špalek | Árbitro(s): Georgi Kabakov         | Árbitro(s): Georgi Kabakov |

| 23 de septiembre de 2013 | Eslovaquia                 | 2:4 (2:1) | Islandia                                              | Olimpia Stadium, Volgogrado, Rusia |                              |
| 11:00                    | - Gorelčík 24' - Krč 40+3' | Reporte   | - 15' Einarsson - 55', 79' Larusson - 61' Guðmundsson | Árbitro(s): Dejan Jakimovski       | Árbitro(s): Dejan Jakimovski |

| 23 de septiembre de 2013 | Rusia         | 1:0 (1:0) | Azerbaiyán | Olimpia Stadium, Volgogrado, Rusia |                              |
| 15:00                    | - Obolskiy 6' | Reporte   |            | Árbitro(s): Michael Tykgaard       | Árbitro(s): Michael Tykgaard |

| 26 de septiembre de 2013 | Islandia                           | 2:1 (1:1) | Rusia            | Olimpia Stadium, Volgogrado, Rusia |                            |
| 15:00                    | - Gunnarsson 31' - Guðmundsson 50' | Reporte   | - 35' Yamschikov | Árbitro(s): Georgi Kabakov         | Árbitro(s): Georgi Kabakov |

| 26 de septiembre de 2013 | Azerbaiyán                        | 2:4 (0:2) | Eslovaquia                                                  | Zenit Stadium, Volgogrado, Rusia |                              |
| 15:00                    | - Kama 62' (pen.) - Akmurzaev 69' | Reporte   | - 10' Gorelčík - 25' Krč - 68' (pen.) Špalek - 78' Kondrlík | Árbitro(s): Michael Tykgaard     | Árbitro(s): Michael Tykgaard |

### Grupo 11
Sede:  Georgia.
| Equipo       | Pts | PJ | PG | PE | PP | GF | GC | Dif |
| ------------ | --- | -- | -- | -- | -- | -- | -- | --- |
| Países Bajos | 9   | 3  | 3  | 0  | 0  | 17 | 0  | 17  |
| Georgia (H)  | 6   | 3  | 2  | 0  | 1  | 5  | 2  | 3   |
| Islas Feroe  | 3   | 3  | 1  | 0  | 2  | 1  | 6  | -5  |
| San Marino   | 0   | 3  | 0  | 0  | 3  | 1  | 16 | -15 |

| 17 de octubre de 2013 | Países Bajos                                               | 4:0 (2:0) | Islas Feroe | Estadio Borís Paichadze, Tiflis, Georgia |                              |
| 14:00                 | - Slabbekoorn 32' - Verloo 40' - Owobowale 46' - Nouri 54' | Reporte   |             | Árbitro(s): Alexander Harkam             | Árbitro(s): Alexander Harkam |

| 17 de octubre de 2013 | Georgia                                         | 3:1 (3:0) | San Marino      | Estadio Mikheil Meskhi, Tiflis, Georgia |                                |
| 16:00                 | - Beridze 8' - Mamuchashvili 19' - Lashkhia 33' | Reporte   | - 67' Tamagnini | Árbitro(s): Ioannis Anastasiou          | Árbitro(s): Ioannis Anastasiou |

| 19 de octubre de 2013 | San Marino | 0:12 (0:4) | Países Bajos | Tsentraluri, Gori, Georgia     |                                |
| 12:00                 |            | Reporte    | - 9' Bergwijn - 23', 59', 71' van der Moot - 25' Nouri - 33' Slabbekoorn - 52', 64', 66', 68', 76' Walian - 78' Owobowale | Árbitro(s): Ioannis Anastasiou | Árbitro(s): Ioannis Anastasiou |

| 19 de octubre de 2013 | Georgia                         | 2:0 (1:0) | Islas Feroe | Estadio Mikheil Meskhi, Tiflis, Georgia |                         |
| 14:00                 | - Mikeltadze 15' - Jobava 80+5' | Reporte   |             | Árbitro(s): Elmir Pilav                 | Árbitro(s): Elmir Pilav |

| 22 de octubre de 2013 | Países Bajos      | 1:0 (1:0) | Georgia | Estadio Mikheil Meskhi, Tiflis, Georgia |                              |
| 13:30                 | - Slabbekoorn 26' | Reporte   |         | Árbitro(s): Alexander Harkam            | Árbitro(s): Alexander Harkam |

| 22 de octubre de 2013 | Islas Feroe | 1:0 (0:0) | San Marino | Tsentraluri, Gori, Georgia |                         |
| 13:30                 | - Olsen 76' | Reporte   |            | Árbitro(s): Elmir Pilav    | Árbitro(s): Elmir Pilav |

### Grupo 12
Sede:  Dinamarca.
| Equipo        | Pts | PJ | PG | PE | PP | GF | GC | Dif |
| ------------- | --- | -- | -- | -- | -- | -- | -- | --- |
| Suiza         | 7   | 3  | 2  | 1  | 0  | 7  | 0  | 7   |
| Austria       | 6   | 3  | 2  | 0  | 1  | 4  | 4  | 0   |
| Dinamarca (H) | 4   | 3  | 1  | 0  | 2  | 1  | 2  | -1  |
| Kazajistán    | 0   | 3  | 0  | 0  | 3  | 0  | 6  | -6  |

| 26 de septiembre de 2013 | Dinamarca            | 1:0 (1:0) | Kazajistán | Varde Idrætspark, Varde, Dinamarca |                          |
| 16:30                    | - Dolberg 35' (pen.) | Reporte   |            | Árbitro(s): Mitja Žganec           | Árbitro(s): Mitja Žganec |

| 26 de septiembre de 2013 | Suiza                                     | 4:0 (3:0) | Austria | Sport & Event Park Esbjerg, Esbjerg, Dinamarca |                           |
| 19:00                    | - Ajeti 10', 80+2' - Alves 31' - Cani 40' | Reporte   |         | Árbitro(s): Mete Kalkavan                      | Árbitro(s): Mete Kalkavan |

| 28 de septiembre de 2013 | Kazajistán | 0:3 (0:1) | Suiza                               | Varde Idrætspark, Varde, Dinamarca |                           |
| 13:00                    |            | Reporte   | - 26', 51' (pen.) Ajeti - 66' Alves | Árbitro(s): Mete Kalkavan          | Árbitro(s): Mete Kalkavan |

| 28 de septiembre de 2013 | Dinamarca | 0:2 (0:1) | Austria          | Haderslev Fodboldstadion, Haderslev, Dinamarca |                        |
| 18:00                    |           | Reporte   | - 7', 65' Yılmaz | Árbitro(s): Rob Rogers                         | Árbitro(s): Rob Rogers |

| 1 de octubre de 2013 | Suiza | 0:0     | Dinamarca | Varde Idrætspark, Varde, Dinamarca |                          |
| 15:00                |       | Reporte |           | Árbitro(s): Mitja Žganec           | Árbitro(s): Mitja Žganec |

| 1 de octubre de 2013 | Austria                       | 2:0 (2:0) | Kazajistán | Haderslev Fodboldstadion, Haderslev, Dinamarca |                        |
| 15:00                | - Gugganig 28' - Yılmaz 40+1' | Reporte   |            | Árbitro(s): Rob Rogers                         | Árbitro(s): Rob Rogers |

### Grupo 13
Sede:  Macedonia del Norte.
| Equipo              | Pts | PJ | PG | PE | PP | GF | GC | Dif |
| ------------------- | --- | -- | -- | -- | -- | -- | -- | --- |
| Polonia             | 9   | 3  | 3  | 0  | 0  | 8  | 2  | 6   |
| Bélgica             | 6   | 3  | 2  | 0  | 1  | 7  | 2  | 5   |
| Macedonia del Norte | 3   | 3  | 1  | 0  | 2  | 4  | 9  | -5  |
| Bulgaria            | 0   | 3  | 0  | 0  | 3  | 1  | 7  | -6  |

| 17 de octubre de 2013 | Bélgica                   | 2:0 (1:0) | Bulgaria | Boris Trajkovski, Skopie, Macedonia del Norte |                         |
| 14:00                 | - Verreth 2' - Dimata 69' | Reporte   |          | Árbitro(s): Ádám Németh                       | Árbitro(s): Ádám Németh |

| 17 de octubre de 2013 | Polonia                          | 3:2 (0:1) | Macedonia del Norte            | FFM Training Centre, Skopie, Macedonia del Norte |                         |
| 14:00                 | - Kozak 50' - Siemaszko 73', 76' | Reporte   | - 19' Georgiev - 43' Krstevski | Árbitro(s): Tore Hansen                          | Árbitro(s): Tore Hansen |

| 19 de octubre de 2013 | Bélgica                                                                            | 5:0 (2:0) | Macedonia del Norte | Boris Trajkovski, Skopie, Macedonia del Norte |                            |
| 14:00                 | - Weymans 20' - Bocevski 26' (a.g.) - Verkindere 43' - Verreth 48' - Callebaut 54' | Reporte   |                     | Árbitro(s): Mikhail Vilkov                    | Árbitro(s): Mikhail Vilkov |

| 19 de octubre de 2013 | Bulgaria | 0:3 (0:0) | Polonia                                      | FFM Training Centre, Skopie, Macedonia del Norte |                         |
| 14:00                 |          | Reporte   | - 60' Jagiełło - 72' Siemaszko - 74' Skrzecz | Árbitro(s): Ádám Németh                          | Árbitro(s): Ádám Németh |

| 22 de octubre de 2013 | Polonia                                   | 2:0 (1:0) | Bélgica | Boris Trajkovski, Skopie, Macedonia del Norte |                         |
| 14:00                 | - Verschueren 25' (a.g.) - Ryczkowski 55' | Reporte   |         | Árbitro(s): Tore Hansen                       | Árbitro(s): Tore Hansen |

| 22 de octubre de 2013 | Macedonia del Norte            | 2:1 (1:0) | Bulgaria       | FFM Training Centre, Skopie, Macedonia del Norte |                            |
| 14:00                 | - Jevtoski 38' - Petkovski 54' | Reporte   | - 77' Maksimov | Árbitro(s): Mikhail Vilkov                       | Árbitro(s): Mikhail Vilkov |

### Ranking de los terceros puestos
El mejor tercer puesto de los 13 grupos pasará a la siguiente ronda junto a los 2 mejores de cada grupo. (No incluye el partido de cada 3º clasificado contra el 4º clasificado de cada grupo.)
| Grp | Equipo              | PJ | PG | PE | PP | GF | GC | DG | Pts |
| --- | ------------------- | -- | -- | -- | -- | -- | -- | -- | --- |
| 2   | Ucrania             | 2  | 0  | 1  | 1  | 1  | 2  | −1 | 1   |
| 3   | Israel              | 2  | 0  | 1  | 1  | 4  | 6  | −2 | 1   |
| 12  | Dinamarca           | 2  | 0  | 1  | 1  | 0  | 2  | −2 | 1   |
| 10  | Eslovaquia          | 2  | 0  | 0  | 2  | 3  | 6  | −3 | 0   |
| 8   | Chipre              | 2  | 0  | 0  | 2  | 2  | 5  | −3 | 0   |
| 1   | Bielorrusia         | 2  | 0  | 0  | 2  | 1  | 4  | −3 | 0   |
| 5   | Croacia             | 2  | 0  | 0  | 2  | 0  | 3  | −3 | 0   |
| 9   | Irlanda del Norte   | 2  | 0  | 0  | 2  | 0  | 3  | −3 | 0   |
| 6   | Estonia             | 2  | 0  | 0  | 2  | 2  | 7  | −5 | 0   |
| 4   | Eslovenia           | 2  | 0  | 0  | 2  | 1  | 6  | −5 | 0   |
| 13  | Macedonia del Norte | 2  | 0  | 0  | 2  | 2  | 8  | −6 | 0   |
| 7   | Armenia             | 2  | 0  | 0  | 2  | 0  | 6  | −6 | 0   |
| 11  | Islas Feroe         | 2  | 0  | 0  | 2  | 0  | 6  | −6 | 0   |

## Ronda Élite
En esta ronda participan 27 equipos que corresponde a los 2 mejores de cada grupo de la ronda anterior, acompañados del mejor tercero, Ucrania y divididos en 7 grupos de 4 equipos cada uno. En esta etapa se incorpora directamente Alemania por obtener el más alto coeficiente de la competencia.
Clasifican a la siguiente ronda, los ganadores de los siete grupos junto a Malta, por ser el país anfitrión.
El sorteo se realizó el 28 de noviembre de 2013 en Nyon, Suiza.

### Grupo 1
Sede:  Rusia.
| Equipo    | Pts | PJ | PG | PE | PP | GF | GC | Dif |
| --------- | --- | -- | -- | -- | -- | -- | -- | --- |
| Suiza     | 7   | 3  | 2  | 1  | 0  | 3  | 1  | 2   |
| Rusia (H) | 5   | 3  | 1  | 2  | 0  | 4  | 2  | 2   |
| España    | 4   | 3  | 1  | 1  | 1  | 2  | 2  | 0   |
| Gales     | 0   | 3  | 0  | 0  | 3  | 0  | 4  | -4  |

| 26 de marzo de 2014 | Suiza       | 1:0 (0:0) | Gales | Rubin Stadium, Kazán, Rusia |                        |
| 12:00               | - Babic 77' | Reporte   |       | Árbitro(s): Fran Jović      | Árbitro(s): Fran Jović |

| 26 de marzo de 2014 | España      | 1:1 (1:0) | Rusia         | Rubin Stadium, Kazán, Rusia |                           |
| 16:00               | - Gomes 40' | Reporte   | - 50' Kipiani | Árbitro(s): Benoît Millot   | Árbitro(s): Benoît Millot |

| 28 de marzo de 2014 | España     | 1:0 (0:0) | Gales | Rubin Stadium, Kazán, Rusia |                       |
| 12:00               | - Meré 71' | Reporte   |       | Árbitro(s): Jens Maae       | Árbitro(s): Jens Maae |

| 28 de marzo de 2014 | Rusia            | 1:1 (0:0) | Suiza         | Rubin Stadium, Kazán, Rusia |                        |
| 16:00               | - Yamschikov 62' | Reporte   | - 80+2' Ajeti | Árbitro(s): Fran Jović      | Árbitro(s): Fran Jović |

| 31 de marzo de 2014 | Suiza        | 1:0 (0:0) | España | Trudovye Rezervy Stadium, Kazán, Rusia |                           |
| 16:00               | - Alpsoy 75' | Reporte   |        | Árbitro(s): Benoît Millot              | Árbitro(s): Benoît Millot |

| 31 de marzo de 2014 | Gales | 0:2 (0:1) | Rusia                                  | Rubin Stadium, Kazán, Rusia |                       |
| 16:00               |       | Reporte   | - 4' (pen.) Pronichev - 80+3' Melkadze | Árbitro(s): Jens Maae       | Árbitro(s): Jens Maae |

### Grupo 2
Sede:  Grecia.
| Equipo     | Pts | PJ | PG | PE | PP | GF | GC | Dif |
| ---------- | --- | -- | -- | -- | -- | -- | -- | --- |
| Turquía    | 7   | 3  | 3  | 0  | 0  | 4  | 2  | 2   |
| Polonia    | 7   | 3  | 2  | 0  | 1  | 4  | 2  | 2   |
| Grecia (H) | 3   | 3  | 1  | 0  | 2  | 4  | 3  | 1   |
| Noruega    | 0   | 3  | 0  | 0  | 3  | 3  | 8  | -5  |

| 25 de marzo de 2014 | Polonia             | 2:1 (1:0) | Grecia      | Estadio Kostas Davourlis, Patras, Grecia |                              |
| 13:00               | - Kownacki 26', 49' | Reporte   | - 63' Xiros | Árbitro(s): Denis Scherbakov             | Árbitro(s): Denis Scherbakov |

| 25 de marzo de 2014 | Turquía                        | 3:2 (1:2) | Noruega                       | Estadio Pampeloponnisiako, Patras, Grecia |                                   |
| 15:00               | - Ünal 27', 46' - İncedere 63' | Reporte   | - 7' Svendsen - 29' Lorentzen | Árbitro(s): Manuel Schüttengruber         | Árbitro(s): Manuel Schüttengruber |

| 27 de marzo de 2014 | Polonia                         | 2:1 (1:0) | Noruega         | Estadio Pampeloponnisiako, Patras, Grecia |                                   |
| 13:00               | - Ryczkowski 33' - Kownacki 67' | Reporte   | - 65' Lorentzen | Árbitro(s): Manuel Schüttengruber         | Árbitro(s): Manuel Schüttengruber |

| 27 de marzo de 2014 | Grecia | 0:1 (0:0) | Turquía    | Estadio Kostas Davourlis, Patras, Grecia |                             |
| 15:00               |        | Reporte   | - 60' Ünal | Árbitro(s): Bastian Dankert              | Árbitro(s): Bastian Dankert |

| 30 de marzo de 2014 | Turquía                                                  | 0:0 (5:4 p.)               | Polonia                                                          | Estadio Pampeloponnisiako, Patras, Grecia |                             |
| 15:00               |                                                          | Reporte                    |                                                                  | Árbitro(s): Bastian Dankert               | Árbitro(s): Bastian Dankert |
|                     |                                                          | Tiros desde el punto penal |                                                                  |                                           |                             |
|                     | - Aydoğan - Karakoç - Ersoy - Bekaroğlu - Ünal - Özfesli |                            | - Wieteska - Jagiełło - Drągowski - Borecki - Kownacki - Skrzecz |                                           |                             |

| 30 de marzo de 2014 | Noruega | 0:3 (0:2) | Grecia                                         | Estadio Kostas Davourlis, Patras, Grecia |                              |
| 15:00               |         | Reporte   | - 16', 60' Manthatis - 31' (pen.) Angelopoulos | Árbitro(s): Denis Scherbakov             | Árbitro(s): Denis Scherbakov |

### Grupo 3
Sede:  Países Bajos.
| Equipo           | Pts | PJ | PG | PE | PP | GF | GC | Dif |
| ---------------- | --- | -- | -- | -- | -- | -- | -- | --- |
| Países Bajos (H) | 9   | 3  | 3  | 0  | 0  | 7  | 2  | 5   |
| Francia          | 6   | 3  | 2  | 0  | 1  | 6  | 4  | 2   |
| Austria          | 3   | 3  | 1  | 0  | 2  | 3  | 4  | -1  |
| Suecia           | 0   | 3  | 0  | 0  | 3  | 0  | 6  | -6  |

| 20 de marzo de 2014 | Francia                                       | 3:0 (2:0) | Suecia | Sportpark Oude Landen, Nuenen, Países Bajos |                             |
| 16:00               | - Saint-Maximin 3' - Gelin 13' - Michelin 49' | Reporte   |        | Árbitro(s): Paul Mclaughlin                 | Árbitro(s): Paul Mclaughlin |

| 20 de marzo de 2014 | Países Bajos            | 2:1 (0:0) | Austria      | Sportpark Parkzicht, Uden, Países Bajos |                                |
| 19:00               | - Berenstein 71', 80+3' | Reporte   | - 66' Prokop | Árbitro(s): Bartosz Frankowski          | Árbitro(s): Bartosz Frankowski |

| 22 de marzo de 2014 | Austria            | 1:2 (1:0) | Francia              | Sportpark Parkzicht, Uden, Países Bajos |                         |
| 14:00               | - Posch 33' (pen.) | Reporte   | - 75', 80+1' Dembélé | Árbitro(s): Marco Guida                 | Árbitro(s): Marco Guida |

| 22 de marzo de 2014 | Países Bajos                     | 2:0 (1:0) | Suecia | Sportpark Oude Landen, Nuenen, Países Bajos |                                |
| 17:00               | - Slabbekoorn 28' - Bergwijn 56' | Reporte   |        | Árbitro(s): Bartosz Frankowski              | Árbitro(s): Bartosz Frankowski |

| 25 de marzo de 2014 | Francia      | 1:3 (0:0) | Países Bajos                          | Sportpark Parkzicht, Uden, Países Bajos |                                |
| 19:00               | - Thuram 58' | Reporte   | - 42' van de Beek - 45', 60' Bergwijn | Árbitro(s): Bartosz Frankowski          | Árbitro(s): Bartosz Frankowski |

| 25 de marzo de 2014 | Suecia | 0:1 (0:0) | Austria     | Sportpark Oude Landen, Nuenen, Países Bajos |                             |
| 19:00               |        | Reporte   | - 56' Perić | Árbitro(s): Paul Mclaughlin                 | Árbitro(s): Paul Mclaughlin |

### Grupo 4
Sede:  República Checa.
| Equipo              | Pts | PJ | PG | PE | PP | GF | GC | Dif |
| ------------------- | --- | -- | -- | -- | -- | -- | -- | --- |
| Inglaterra          | 9   | 3  | 3  | 0  | 0  | 4  | 1  | 3   |
| República Checa (H) | 6   | 3  | 2  | 0  | 1  | 4  | 2  | 2   |
| Italia              | 3   | 3  | 1  | 0  | 2  | 4  | 5  | -1  |
| Albania             | 0   | 3  | 0  | 0  | 3  | 1  | 5  | -4  |

| 26 de marzo de 2014 | Italia                                 | 2:1 (1:1) | Albania    | Estadio Letná, Zlín, República Checa |                           |
| 14:00               | - Felicioli 28' - De Santis 61' (pen.) | Reporte   | - 14' Baré | Árbitro(s): Bojan Pandžić            | Árbitro(s): Bojan Pandžić |

| 26 de marzo de 2014 | Inglaterra    | 1:0 (0:0) | República Checa | Stadion Miroslava Valenty, Uherské Hradiště, República Checa |                            |
| 17:00               | - Solanke 53' | Reporte   |                 | Árbitro(s): Edin Jakupović                                   | Árbitro(s): Edin Jakupović |

| 28 de marzo de 2014 | Inglaterra  | 1:0 (0:0) | Albania | Stadion Miroslava Valenty, Uherské Hradiště, República Checa |                           |
| 14:00               | - Brown 49' | Reporte   |         | Árbitro(s): Bojan Pandžić                                    | Árbitro(s): Bojan Pandžić |

| 28 de marzo de 2014 | República Checa           | 2:1 (0:1) | Italia          | Estadio Letná, Zlín, República Checa |                                 |
| 17:00               | - Klíma 78' - Černý 80+1' | Reporte   | - 27' Bonazzoli | Árbitro(s): Alejandro Hernández      | Árbitro(s): Alejandro Hernández |

| 31 de marzo de 2014 | Italia      | 1:2 (0:1) | Inglaterra                    | Estadio Letná, Zlín, República Checa |                                 |
| 17:00               | - Trani 54' | Reporte   | - 20' Armstrong - 72' Solanke | Árbitro(s): Alejandro Hernández      | Árbitro(s): Alejandro Hernández |

| 31 de marzo de 2014 | Albania | 0:2 (0:2) | República Checa         | Stadion Miroslava Valenty, Uherské Hradiště, República Checa |                            |
| 17:00               |         | Reporte   | - 10' Černý - 40' Macek | Árbitro(s): Edin Jakupović                                   | Árbitro(s): Edin Jakupović |

### Grupo 5
Sede:  Serbia.
| Equipo     | Pts | PJ | PG | PE | PP | GF | GC | Dif |
| ---------- | --- | -- | -- | -- | -- | -- | -- | --- |
| Alemania   | 7   | 3  | 2  | 1  | 0  | 8  | 1  | 7   |
| Serbia (H) | 7   | 3  | 2  | 1  | 0  | 5  | 2  | 3   |
| Irlanda    | 1   | 3  | 0  | 1  | 2  | 3  | 7  | 4   |
| Georgia    | 1   | 3  | 0  | 0  | 3  | 2  | 8  | -6  |

| 26 de marzo de 2014 | Alemania                                        | 4:0 (1:0) | Georgia | Polideportivo de Suvača, Pećinci, Serbia |                            |
| 15:00               | - Ochs 4', 58' - Fiore-Tapia 78' - Henrichs 80' | Reporte   |         | Árbitro(s): Bart Vertenten               | Árbitro(s): Bart Vertenten |

| 26 de marzo de 2014 | Serbia                             | 2:1 (1:0) | Irlanda      | Polideportivo House Football, Stara Pazova, Serbia |                            |
| 15:00               | - Šaponjić 7' - Jović 80+3' (pen.) | Reporte   | - 67' Duggan | Árbitro(s): Alexandru Tean                         | Árbitro(s): Alexandru Tean |

| 28 de marzo de 2014 | Alemania                               | 3:0 (2:0) | Irlanda | FK Obilić Stadium, Belgrado, Serbia |                           |
| 15:00               | - Besuschkow 1' - Ferati 9' - Ochs 52' | Reporte   |         | Árbitro(s): Zbynek Proske           | Árbitro(s): Zbynek Proske |

| 28 de marzo de 2014 | Georgia | 0:2 (0:0) | Serbia                       | Polideportivo House Football, Stara Pazova, Serbia |                            |
| 15:00               |         | Reporte   | - 64' Šaponjić - 69' Karišić | Árbitro(s): Bart Vertenten                         | Árbitro(s): Bart Vertenten |

| 31 de marzo de 2014 | Irlanda                               | 2:2 (1:0) | Georgia                         | FK Obilić Stadium, Belgrado, Serbia |                            |
| 14:00               | - Tvaradze 23' (a.g.) - McDonnell 75' | Reporte   | - 77' Kiknadze - 80+2' Kamladze | Árbitro(s): Alexandru Tean          | Árbitro(s): Alexandru Tean |

| 31 de marzo de 2014 | Serbia         | 1:1 (1:0) | Alemania      | Estadio Karađorđe, Novi Sad, Serbia |                           |
| 15:00               | - Šaponjić 13' | Reporte   | - 62' Aydoğan | Árbitro(s): Zbynek Proske           | Árbitro(s): Zbynek Proske |

### Grupo 6
Sede:  Escocia.
| Equipo               | Pts | PJ | PG | PE | PP | GF | GC | Dif |
| -------------------- | --- | -- | -- | -- | -- | -- | -- | --- |
| Escocia (H)          | 9   | 3  | 3  | 0  | 0  | 6  | 1  | 5   |
| Bosnia y Herzegovina | 6   | 3  | 2  | 0  | 1  | 4  | 2  | 2   |
| Rumania              | 1   | 3  | 0  | 1  | 2  | 0  | 2  | -2  |
| Bélgica              | 1   | 3  | 0  | 1  | 2  | 1  | 6  | -5  |

| 24 de marzo de 2014 | Rumania | 0:0     | Bélgica | Cappielow Park, Greenock, Escocia |                           |
| 13:00               |         | Reporte |         | Árbitro(s): Sergey Ivanov         | Árbitro(s): Sergey Ivanov |

| 24 de marzo de 2014 | Escocia                         | 2:0 (1:0) | Bosnia y Herzegovina | Rugby Park, Kilmarnock, Escocia |                             |
| 19:00               | - Lang 21' - Wighton 52' (pen.) | Reporte   |                      | Árbitro(s): Tsvetan Krastev     | Árbitro(s): Tsvetan Krastev |

| 26 de marzo de 2014 | Rumania | 0:1 (0:0) | Bosnia y Herzegovina | Somerset Park, Ayr, Escocia  |                              |
| 13:00               |         | Reporte   | - 55' Gojak          | Árbitro(s): Ville Nevalainen | Árbitro(s): Ville Nevalainen |

| 26 de marzo de 2014 | Bélgica        | 1:3 (1:0) | Escocia                                       | Cappielow Park, Greenock, Escocia |                            |
| 19:00               | - Damraoui 28' | Reporte   | - 44' Nesbitt - 52' Ballantyne - 64' Sheppard | Árbitro(s): Tvetan Krastev        | Árbitro(s): Tvetan Krastev |

| 29 de marzo de 2014 | Escocia     | 1:0 (1:0) | Rumania | Rugby Park, Kilmarnock, Escocia |                           |
| 16:00               | - Wright 2' | Reporte   |         | Árbitro(s): Sergey Ivanov       | Árbitro(s): Sergey Ivanov |

| 29 de marzo de 2014 | Bosnia y Herzegovina             | 3:0 (1:0) | Bélgica | Cappielow Park, Greenock, Escocia |                              |
| 16:00               | - Gojak 6', 69' - Kremenović 56' | Reporte   |         | Árbitro(s): Ville Nevalainen      | Árbitro(s): Ville Nevalainen |

### Grupo 7
Sede:  Portugal.
| Equipo       | Pts | PJ | PG | PE | PP | GF | GC | Dif |
| ------------ | --- | -- | -- | -- | -- | -- | -- | --- |
| Portugal (H) | 9   | 3  | 3  | 0  | 0  | 9  | 0  | 9   |
| Ucrania      | 6   | 3  | 2  | 0  | 1  | 7  | 4  | 3   |
| Islandia     | 1   | 3  | 0  | 1  | 2  | 0  | 5  | -5  |
| Letonia      | 1   | 3  | 0  | 1  | 2  | 1  | 8  | -7  |

| 26 de marzo de 2014 | Islandia | 0:2 (0:1) | Ucrania                           | Estádio Municipal Tábua, Tábua, Portugal                    |                                                             |
| 15:00               |          | Reporte   | - 40+2' Hutsulyak - 43' Taranukha | Asistencia: 150 espectadores Árbitro(s): Zaven Hovhannisyan | Asistencia: 150 espectadores Árbitro(s): Zaven Hovhannisyan |

| 26 de marzo de 2014 | Portugal                                | 3:0 (2:0) | Letonia | Estadio Sérgio Conceição, Coímbra, Portugal           |                                                       |
| 16:30               | - Gonçalves 9' - Guga 39' - Sanches 41' | Reporte   |         | Asistencia: 350 espectadores Árbitro(s): Sascha Amhof | Asistencia: 350 espectadores Árbitro(s): Sascha Amhof |

| 28 de marzo de 2014 | Letonia | 0:0     | Islandia | Complexo Desportivo de Tocha, Tocha, Portugal              |                                                            |
| 15:00               |         | Reporte |          | Asistencia: 50 espectadores Árbitro(s): Zaven Hovhannisyan | Asistencia: 50 espectadores Árbitro(s): Zaven Hovhannisyan |

| 28 de marzo de 2014 | Portugal                           | 3:0 (1:0) | Ucrania | Centro de Treinos, Luso, Portugal                         |                                                           |
| 16:30               | - Silva 39' - Buta 57' - Neves 76' | Reporte   |         | Asistencia: 600 espectadores Árbitro(s): Roi Reinshreiber | Asistencia: 600 espectadores Árbitro(s): Roi Reinshreiber |

| 31 de marzo de 2014 | Islandia | 0:3 (0:1) | Portugal                          | Estadio Sérgio Conceição, Coímbra, Portugal               |                                                           |
| 17:00               |          | Reporte   | - 20' Guga - 64' Neves - 67' Neto | Asistencia: 150 espectadores Árbitro(s): Roi Reinshreiber | Asistencia: 150 espectadores Árbitro(s): Roi Reinshreiber |

| 31 de marzo de 2014 | Ucrania                                                                    | 5:1 (2:0) | Letonia        | Estádio Carlos Duarte, Pampilhosa, Portugal          |                                                      |
| 17:00               | - Bērziņš 7' (a.g.) - Mykhaylichenko 30' - Schebetun 48' - Sautin 70', 76' | Reporte   | - 74' Tumanovs | Asistencia: 50 espectadores Árbitro(s): Sascha Amhof | Asistencia: 50 espectadores Árbitro(s): Sascha Amhof |